# 詹勝
詹勝為中國清朝武官官員，本籍福建闽县。行伍出身的詹勝於1802年（嘉慶7年）以本標中營游擊職務奉旨接替張見陞，於台灣地區代理擔任台灣水師協副將。而隸屬台灣鎮之下的此官職是台灣清治時期的這階段，全台灣的海防軍事層級最高武將，其統帥三標水營，數千名水師兵勇。
| 前任： 張見陞 | 台灣水師協副將 1802年上任 | 繼任： 錢萬逵 |